# دیمبرت، پاتریارک اورشلیم

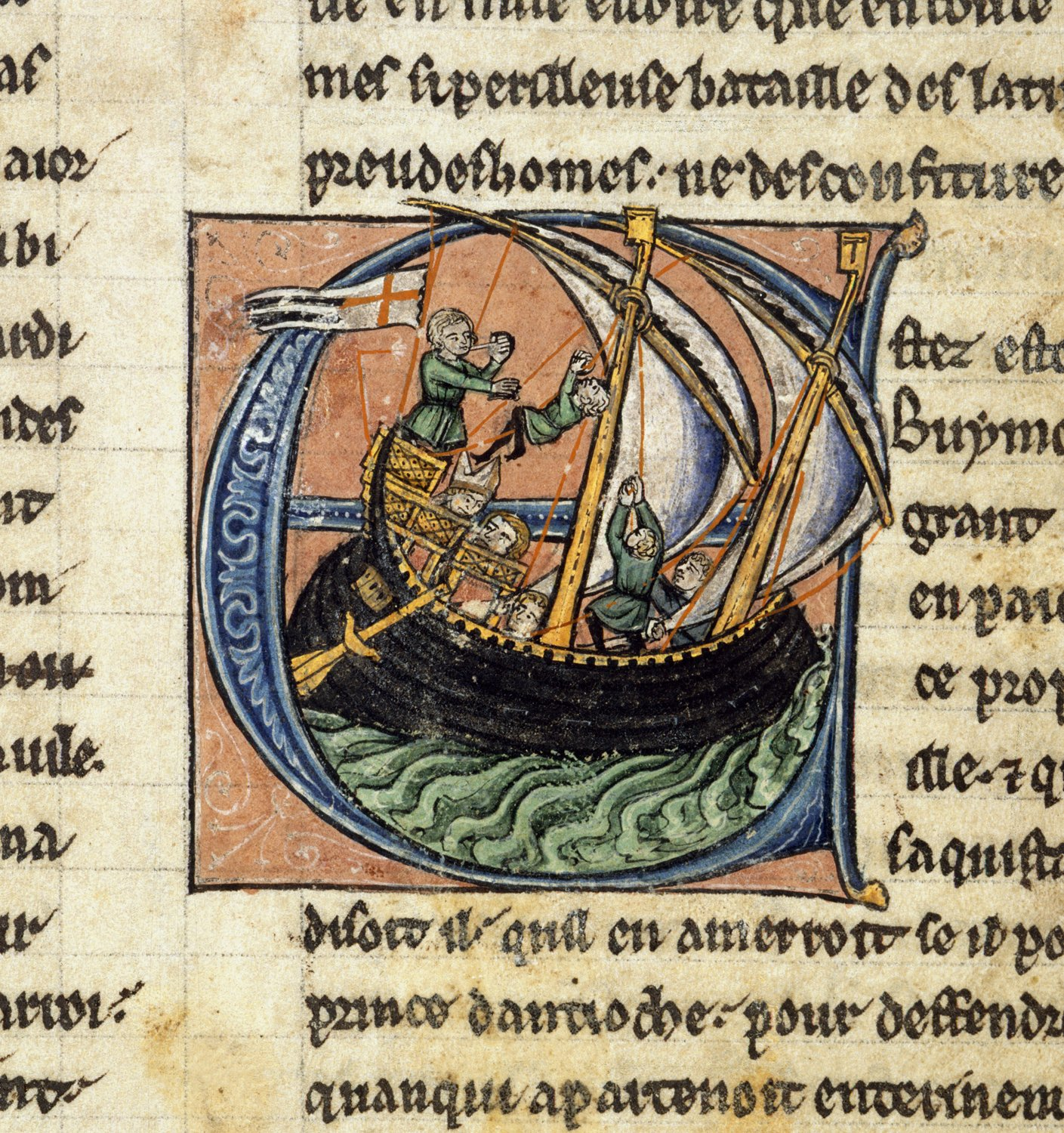
بوهموند و دیمبرت در حال حرکت به سمت پولیا، درحالی که صلیب سنت جورج بر کشتی برافراشته شده.

دیمبرت (دایبرت یا داگبرت) (درگذشته ۱۱۰۵ میلادی) نخستین اسقف اعظم پیزا و دومین پاتریارک لاتین اورشلیم پس از تسخیر شهر در نخستین جنگ صلیبی بود.

## اوایل زندگی
اطلاعات کمی در مورد زندگی اولیه دیمبرت وجود دارد، اما گمان می‌رود که او در اصل توسط ویزیلو، اسقف اعظم ماینتس ۱۰۸۴–۱۰۸۸منصوب شده بود. ویزیلو یکی از حامیان و رهبران اصلی امپراتور مقدس روم در مناقشه اعطای مقام و آنتی پاپ کلمنت سوم بود. ویزیلو در سال ۱۰۸۵، توسط حامیان پاپ تکفیر شد.

## پاتریارک لاتین اورشلیم
پیش از پایان سال ۱۰۹۸ دیمبرت با ناوگان بی‌نظمی از پیزایی‌ها به سمت شرق حرکت کرد، و حملات موفقیت‌آمیزی به جزایر متعلق به بیزانس انجام داد و با نیروی دریایی بیزانس پیش از رفتن به سوریه درگیر شد. یکی از رهبران صلیبیون، بوهموند انطاکیه، بندر بیزانسی لاذقیه را محاصره کرده بود و دیمبرت و پیزایی‌ها موافقت کردند که در محاصره بندر از سوی دریا کمک کنند. با این حال، دیگر رهبران صلیبی، که همکاری با امپراتور بیزانس و مسیحیان شرقی را ضروری می‌دیدند، وحشت کردند و دیمبرت را متقاعد کردند که محاصره را لغو کند. بوهموند نیز مجبور به ترک محاصره شد و دیمبرت را به اورشلیم همراهی کرد و در ۲۱ دسامبر ۱۰۹۹ وارد اورشلیم شدند.
وضعیت دیمبرت زمانی که به شرق رفت نامشخص است. بسیاری از مورخان بر این باورند که اوربان او را به عنوان نماینده رسول پاپ در جنگ صلیبی به جانشینی ادهمار لوپوی که در ۱ اوت ۱۰۹۸ درگذشت، منصوب کرده بود. با این حال، خود اوربان در ۲۹ ژوئیه ۱۰۹۹ درگذشت، و دیمبرت در نامه ای به پاپ جدید، پاسکال دوم، در سپتامبر ۱۰۹۹، خود را صرفاً «اسقف اعظم پیزا» می‌نامد.
بلافاصله پس از کریسمس، پاتریارک لاتین اورشلیم، آرنولف شوک، به این دلیل غیر متعارف بودن انتخابش، عزل شد و با حمایت بوهموند، دیمبرت به جای او انتخاب شد. افکار عمومی همیشه معتقد بودند که سرزمین مقدس باید میراث کلیسا باشد، اما آرنولف ضعیف تر از آن بود که بتواند دست بالا را برای رسیدن به خواسته بدست آورد. موقعیت دیمبرت قوی‌تر بود، زیرا او (احتمالاً) نماینده پاپ بود و از حمایت ناوگان پیزایی‌ها برخوردار بود. بلافاصله پس از به تخت نشستن او، گادفری بوین در برابر او زانو زد و قلمرو اورشلیم از سوی دیمبرت رسماً به او واگذار شد و بوهموند نیز همین کار را برای مشروعیت بخشی به حکومتش در انطاکیه انجام داد. بالدوین، پادشاه آینده اورشلیم، که در آن هنگام کنت ادسا بود، برای بیعت با دیمبرت به پیش نیامد و به نظر می‌رسد روابط آنها خوب نبوده‌است.